# Mei 1938
| Deze maand                                                                         |
| ---------------------------------------------------------------------------------- |
| - Hitler bezoekt Rome - groeiende spanningen in Sudetenland - einde kabinet-Janson |

De volgende gebeurtenissen speelden zich af in mei 1938. 
- 2 - In het Lagerhuis wordt het Paasakkoord met Italië goedgekeurd.
- 3 - Adolf Hitler komt voor een meerdaags bezoek aan in Rome.
- 4 - Douglas Hyde wordt gekozen tot president van Ierland.
- 5[1] - Italië treedt toe tot de Overeenkomst van Montreux, waarin Turkijes rechten betreffende de Dardanellen worden geregeld.
- 5 - De Franse frank wordt gedevalueerd tot 179 per pond sterling.
- 5 - De leden van de Kleine Entente komen in vergadering bijeen.
- 7 - Het Verenigd Koninkrijk en Frankrijk roepen Tsjecho-Slowakije op tot inschikkelijkheid in de onderhandelingen met de Sudeten-Duitsers, om zo een gewelddadige oplossing te voorkomen.
- 9[1] - Brazilië legt beperkingen op aan de immigratie.
- 9 - De Volkenbond komt bijeen. China bepleit steun tegen de Japanse aanval, Ethiopië protesteert tegen het erkennen van de Italiaanse verovering en Spanje verzoekt om beëindiging van de niet-inmengingspolitiek. Geen van hen heeft succes. Chili meldt zijn intentie om de Volkenbond te verlaten.
- 9 - De Verenigde Staten protesteren tegen het Duitse besluit tot registratie en mogelijke confiscatie van Joodse bezittingen.
- 10 - In Nederland wordt besloten tot een uitbreiding van de werkverschaffing; het doel is het aantal tewerkgestelden van 50.000 naar 75.000 uit te breiden.
- 11 - De Oslo-staten besluiten hun overeenkomst uit 1937 niet te verlengen.
- 12 - Prinses Beatrix wordt gedoopt.
- 12 - Portugal erkent de regering-Franco als enige regering van Spanje.
- 12 - Het Huis van Afgevaardigden stemt in met een uitgave van 3 miljard dollar om de depressie te bestrijden.
- 13[1] - Een fascistische opstand in Brazilië wordt enkele uren later neergeslagen.
- 13 - De regering-Janson treedt af, nadat het conservatieve deel van de Katholieke Partij de samenwerking met de socialisten niet wil voortzetten. Paul-Henri Spaak wordt gevraagd een nieuwe regering te vormen.
- 13 - Het Hongaarse kabinet-Darányi treedt af. Béla Imrédy vormt een nieuwe regering.
- 13 - De ontwerpstatuten voor een te stichten Oecumenische Wereldraad wordt aangenomen.
- 16 - De regering-Spaak I wordt gevormd.
- 16 - In de Britse regering vinden enkele verschuivingen plaats.
- 16 - De Heilige Stoel erkent de facto de regering-Franco door er een nuntius te plaatsen.
- 17 - Regeringsverklaring van de regering-Spaak I.
- 17 - President Franklin Delano Roosevelt tekent de wet ter uitbreiding van de vloot.
- 18[1] - Nederland besluit vluchtelingen die na 1 maart 1938 zijn binnengekomen nog slechts in uitzonderingsgevallen toe te laten.
- 18 - Na geruchten dat genereaal Saturnino Cedillo een opstand voorbereidt, vertrekt de Mexicaanse president Lázaro Cárdenas naar San Luis Potosí. Cedillo wordt ontslagen.
- 19 - De Japanners nemen Xuzhou in.
- 19 - Het Internationaal Vakverbond weigert opname van de Sovjet-Russische vakbonden.
- 20 - De verkiezingen in Zuid-Afrika leiden niet tot grote verschuivingen. De Vereenigde Partij houdt met 111 (was 116) van de 150 zetels een grote meerderheid.
- 21 - Bij Eger worden twee lokale boeren door Tsjecho-Slowaakse grenswachten gedood. Het voorval leidt internationaal tot spanningen.
- 23 - In Rotterdam wordt de Oekraïense nationalist Jevhen Konovalets met een bom om het leven gebracht.
- 23 - Na een vier jaar durende extraparlementaire periode komt de Kamer van Afgevaardigden in Bulgarije weer bijeen.
- 24 - De Franse regering-Daladier ontvouwt plannen om de economie uit het slop te trekken.
- 26 - Begin van de bouw van de Volkswagenfabriek bij Fallersleben.
- 27 - De Roemeense fascistische politicus Corneliu Codreanu wordt voor verraad, samenzwering met een vreemde mogendheid en voorbereiding van een opstand veroordeeld tot 10 jaar dwangarbeid.
- 27 - De Ierse Dáil wordt ontbonden. Nieuwe verkiezingen zijn gepland op 17 juni.
- 27 - In België wordt de Nationale Crisisbelasting door het parlement goedgekeurd.
- 28 - Wijzigingen in de Japanse regering-Konoe versterken de macht van het leger. In het bijzonder wordt minister van buitenlandse zaken Koki Hirota vervangen door generaal Ugaki Kazushige.
- 28 - Cordell Hull wijst in een verklaring op het Briand-Kelloggpact, dat nog steeds van kracht is.
- 28 - Bij een Japans bombardement op Kanton vallen naar schatting 500 doden en 900 gewonden.
- 30 - Denemarken erkent de Italiaanse annexatie van Ethiopië.
- 31 - Bij een bombardement op het stadje Granollers bij Barcelona vallen circa 500 doden.

en verder:
- In Oostenrijk worden vele bezittingen van de voormalige machthebbers geconfisqueerd. Joden worden uit diverse openbare gebouwen verbannen.
- Op Jamaica vinden grootschalige stakingen en protesten plaats.

<< · januari · februari · maart · april · mei · juni · juli · augustus · september · oktober · november · december · >>